# Ben Plucknett
Walter Harrison "Ben" Plucknett (ur. 13 kwietnia 1954 w Beatrice, zm. 17 listopada 2002 w Essex) – amerykański lekkoatleta, specjalizujący się w rzucie dyskiem. Plucknett zakwalifikował się do reprezentacji olimpijskiej USA, ale nie mógł wziąć udziału w Letnich Igrzysk Olimpijskich 1980 z powodu zbojkotowania ich przez Stany Zjednoczone. Otrzymał jednak jeden z 461 Złotych Medali Kongresu stworzonych specjalnie dla sportowców. 16 maja 1981 roku ustanowił nowy rekord świata rzutem na odległość 71,20 m i ponownie wynikiem 72,34 m 7 lipca 1981 roku. 13 lipca 1981 roku Międzynarodowe Stowarzyszenie Federacji Lekkoatletycznych zakazało Plucknettowi dalszych startów w zawodach po tym, jak uzyskał on pozytywny wynik testu na obecność sterydów anabolicznych, a jego rekordy zostały wymazane. Mimo wymazania jego  wcześniejszych rezultatów, IAAF nadal uznaje jego rzut z 4 czerwca 1983 roku na odległość 71,32 m za aktualny rekord Ameryki Północnej (aktualnie jest to 13. wynik w historii światowej lekkoatletyki). Zmarł w wieku 48 lat z powodu tętniaka mózgu na swojej farmie.